# Севери (династија)
Севери су династија римских царева чији је оснивач био Септимије Север по ком је иста и добила своје име. Њој су припадала петорица царева. Династија је владала — са једногодишњим прекидом (април 217—јуни 218) — од 193. до 235. Изумрла је 235. године, када је последњи Север убијен. Иако је Септимије Север на власт дошао уз помоћ војне силе, Севери су се представљали као легитимни наследници адоптивних царева из 2. века и наглашавали континуитет.
Строго узевши само су тројица владара који су владали до 217. – Септимије Север (193—211) и обојица његових синова Каракала (211—217) и Гета (211) - били Севери. Након Каракалине смрти 217. није било више мушког потомства оснивача династије. Обојица последњих представника династије, Елагабал (218—222) и Александар Север (222—235) нису били у крвом сродству са Септимијем Севером, већ су били унуци његове сиријске свастике Јулије Мезе. Стога се говори и о „сиријским царевима“. Сиријски цареви издавали су се, међутим, за унуке оснивача династије и оправдавали овим измишљеним пореклом право на власт. Пошто су обојица када су уздигнути за цареве били младалачке доби и без живих очева, њиховим мајкама и њиховој баки Јулији Меси припала је кључна улога. Споља видљиво држање власти од стране северских жена, који су фактички владале царством крајем периода Севера, за римске прилике био је преседан. Ово стање војска није примила за стално, што је довело до пропасти династије.

## Родослов
|  |  |  |  |                       |                       |                       |                       |                       |                       |  |  |                          |                          |                          |                          | Јулије Басијан           |                          |  |  |              |              |              |              |              |              |  |  |                         |                         |                         |                         |                         |                         |  |  |  |  |  |  |  |  |  |  |  |  |  |  |  |  |  |  |  |  |  |  |  |  |
|  |  |  |  |                       |                       |                       |                       |                       |                       |  |  |                          |                          |                          |                          |                          |                          |  |  |              |              |              |              |              |              |  |  |                         |                         |                         |                         |                         |                         |  |  |  |  |  |  |  |  |  |  |  |  |  |  |  |  |  |  |  |  |  |  |  |  |
|  |  |  |  |                       |                       |                       |                       |                       |                       |  |  |                          |                          |                          |                          |                          |                          |  |  |              |              |              |              |              |              |  |  |                         |                         |                         |                         |                         |                         |  |  |  |  |  |  |  |  |  |  |  |  |  |  |  |  |  |  |  |  |  |  |  |  |
|  |  |  |  | Јулије Авит Алексијан | Јулије Авит Алексијан | Јулије Авит Алексијан | Јулије Авит Алексијан | Јулије Авит Алексијан | Јулије Авит Алексијан |  |  | Јулија Меза              | Јулија Меза              | Јулија Меза              | Јулија Меза              | Јулија Меза              | Јулија Меза              |  |  | Јулија Домна | Јулија Домна | Јулија Домна | Јулија Домна | Јулија Домна | Јулија Домна |  |  | Септимије Север 193–211 | Септимије Север 193–211 | Септимије Север 193–211 | Септимије Север 193–211 | Септимије Север 193–211 | Септимије Север 193–211 |  |  |  |  |  |  |  |  |  |  |  |  |  |  |  |  |  |  |  |  |  |  |  |  |
|  |  |  |  | Јулије Авит Алексијан | Јулије Авит Алексијан | Јулије Авит Алексијан | Јулије Авит Алексијан | Јулије Авит Алексијан | Јулије Авит Алексијан |  |  | Јулија Меза              | Јулија Меза              | Јулија Меза              | Јулија Меза              | Јулија Меза              | Јулија Меза              |  |  | Јулија Домна | Јулија Домна | Јулија Домна | Јулија Домна | Јулија Домна | Јулија Домна |  |  | Септимије Север 193–211 | Септимије Север 193–211 | Септимије Север 193–211 | Септимије Север 193–211 | Септимије Север 193–211 | Септимије Север 193–211 |  |  |  |  |  |  |  |  |  |  |  |  |  |  |  |  |  |  |  |  |  |  |  |  |
|  |  |  |  |                       |                       |                       |                       |                       |                       |  |  |                          |                          |                          |                          |                          |                          |  |  |              |              |              |              |              |              |  |  |                         |                         |                         |                         |                         |                         |  |  |  |  |  |  |  |  |  |  |  |  |  |  |  |  |  |  |  |  |  |  |  |  |
|  |  |  |  |                       |                       |                       |                       |                       |                       |  |  |                          |                          |                          |                          |                          |                          |  |  |              |              |              |              |              |              |  |  |                         |                         |                         |                         |                         |                         |  |  |  |  |  |  |  |  |  |  |  |  |  |  |  |  |  |  |  |  |  |  |  |  |
|  |  |  |  | Јулија Соемија        | Јулија Соемија        | Јулија Соемија        | Јулија Соемија        | Јулија Соемија        | Јулија Соемија        |  |  | Јулија Мамеја            | Јулија Мамеја            | Јулија Мамеја            | Јулија Мамеја            | Јулија Мамеја            | Јулија Мамеја            |  |  | Гета 211     | Гета 211     | Гета 211     | Гета 211     | Гета 211     | Гета 211     |  |  | Каракала 211–217        | Каракала 211–217        | Каракала 211–217        | Каракала 211–217        | Каракала 211–217        | Каракала 211–217        |  |  |  |  |  |  |  |  |  |  |  |  |  |  |  |  |  |  |  |  |  |  |  |  |
|  |  |  |  | Јулија Соемија        | Јулија Соемија        | Јулија Соемија        | Јулија Соемија        | Јулија Соемија        | Јулија Соемија        |  |  | Јулија Мамеја            | Јулија Мамеја            | Јулија Мамеја            | Јулија Мамеја            | Јулија Мамеја            | Јулија Мамеја            |  |  | Гета 211     | Гета 211     | Гета 211     | Гета 211     | Гета 211     | Гета 211     |  |  | Каракала 211–217        | Каракала 211–217        | Каракала 211–217        | Каракала 211–217        | Каракала 211–217        | Каракала 211–217        |  |  |  |  |  |  |  |  |  |  |  |  |  |  |  |  |  |  |  |  |  |  |  |  |
|  |  |  |  | Елагабал 218–222      | Елагабал 218–222      | Елагабал 218–222      | Елагабал 218–222      | Елагабал 218–222      | Елагабал 218–222      |  |  | Александар Север 222–235 | Александар Север 222–235 | Александар Север 222–235 | Александар Север 222–235 | Александар Север 222–235 | Александар Север 222–235 |  |  |              |              |              |              |              |              |  |  |                         |                         |                         |                         |                         |                         |  |  |  |  |  |  |  |  |  |  |  |  |  |  |  |  |  |  |  |  |  |  |  |  |

## Историја династије

### Прави Севери
Оснивач династије, Септимије Север, био је африканског порекла. Потицао је из витешке породице из великог града Лептис Магна у Либији. У Риму га је на сенаторски положај уздигао цар Марко Аурелије, после чега је пролазио кроз сенаторску каријеру и при томе добијао и војно-командне функције у различитим профинцијама. Оженио се са племенитом Сиријком Јулијом Домном, а породица из које је иста потекла је после захваљујући томе стекла велики политички значај у Царству.
Убиством цара Комода 31. децембра 192. држава је закорачила у тешку кризу, пошто исти није регулисао питање наследства. Новог цара Пертинакса већ после три месеца убили су бунтовни војници из преторијанске гарде. Преторијанци су се сад налазили у поседу моћи и сходно томе царски положај доделили по сопственом нахођењу. Међутим, нису располагали ауторитетом да би могли да обазбеде поштовање њихове одлуке. С обзиром на тиме настао вакуум власти, пограничне војске истицале су право на избор цара. Тако је дошло до заплета познатог у историографији као година петорице царева. Војска на Дунаву уздигла је за цара Септимија Севера, који је тада био намесник провинције Горње Паноније. У Сирији се тамошњи намесник Песценије Нигер прогласио за цара. Кандидат легија стационираних у Британији био је Клодије Албин, намесник исте. Албин, међутим, првобитно није посегнуо за царским положајем, него се определио за Севера, пошто се нашао вољан да га Север прихвати за свог будућег наследника.
Подлегавши пред Севером у крвавом грађанском рату, Нигер је почетком 194. заробљен и погубљен. После своје победе Север је јасно ставио до знања да је његов син Каракала предвиђен да буде његов наследник. Тиме је споразум са Клодијем Албином постао ништаван. Тако изманервисан Албин је посегао за оружјем, после чега је почео још један грађански рат, који је Север опет одлучио у своју корист фебруара 197. Отада је Север владао немајући пред собом никога ко би му оспорио власт.
Север је био свестан околности да његова власт почива само на лојалности његових легија. У Сенату и у становиштву главног града недостајала му је подршка. Баш супротно, симпатије за његове противнике биле су велике. Ради заштите своге власти победник је према присталицама подлеглих ривала поступао врло окрутно. Конфисковао им је имовину и казнио низ градова међу —којима и велики град Антиохију — искључиво због тога што су били стајали на губитничкој страни. После победе над Албином погубио је велики број сенатора.
За разлику од својих претходника Север је у Риму од почетка стекао поштовање. Иступао је као осветник убијеног цара Пертинакса и окончао је хаотично стање ствари којем је Партинакс постао жртва, тако што је ликвидирао досада недисциплиновану преторијанску гарду и заменио је са новом, лојалном постројбом. Међутим, у тешком задатку да разумно регулише наслеђе није успео.
После смрти Септимија Севера фебруара 211. власт су заједно преузели као што је било предвиђено његови синови Каракала и Гета, али им компетенције нису биле регулисане. Због ривалитета и огорченог непријатељства између њих двојице Царство је било на ивици грађанског рата. Спречила га је само околност да је Каракали након једанаест месеци успело поћи за руком да намами брата у клопку и затим га дâ погубити. Након тога је Каракала, чији углед је овим чином претрпео велику штету, засновао режим који се више него икада ослањао на војску и одстранио елиту. Терором изазвана клима страха и управа ухода и доушника коју је он организовао довеле су до социјалне дезорганизације. Најзад страх, који је свуда био подстакнут терором, показао се фаталним за самог владара . Имајући разлога да страхује да му цар не верује, преторијански префект Макрин предухитрио је погубљење које му је претило, наредивши да се Каракала убије (8. априла 217).

### Прекид владавине Северâ
Пошто Каракала није имао деце, после његове смрти није било никога да га наследи. Стога је војска после неког оклевања за наследика њихове жртве уздигла Макрина, чије суделовање у атентату је првобитно остало скривено. Међутим, штедљиви Макрин није био омиљен међу војницима које је Каракала размазио, а слабост његовог руководства јако је нашкодила његовом ауторитету. Уз то, у војсци лојалност династији Севера није била сломљена. Ове околности искористила је Јулија Меза, сестра сад већ покојне жене Септимија Севера, како би обезбедила свом потомству царски положај. Њен унук, четрнаестогодишњи Елагабал, издаван је као ванбрачни Каракалин син. На тај начин је против Макрина могла да се покрене на устанак династији одана војска. Јуна 218. Макрин је одсудно потучен, чиме је победила династичка мисао Севера. Тако је до власти дошло са Севером орођена сиријска родбина, које је себе издавала за Севере.

### „Сиријски цареви“
Због тога што је Елагабал био млад и зато што се интересовао више за религију него за политику и управљање Царством, вођење државних послова пало је у дело у првом реду његовој баки Мези. Меза, међутим, није могла спречити да њен врло својевољан унук са својом оријенталним обичајима изазове негодовање и са својом непромишљеном религиозном политиком учини себе омрзнутим. Елагабал је био свештеник бога Сунца који је био поштован у Емеси, а по ком ће касније бити назван. И као цар иступао је у првом реду као свештеник. Покушао је да у Риму уведе култ његовог божанства као државну религију, а досадашњој римској религији хтео је да додели подређену улогу. Ово га је довело до тешког раздора са водећим сенаторским слојем. Узалудно је Меза препоручивала своме унуку обазирање на очекивање Римљана и, пре свега, војника. Пошто владајућа сиријска родбина у Риму није имала подлогу своје власти били су у целости упућени на добру вољу тамо стационираних војника. Када је њихова лојалност због Елагабаловог понашања постао упитан, Меза је морала жртвовати свог унука. Имајући у виду назирућу катастрофу заједно са својом млађом ћерком Јулијом Мамејом почела да припрема њеног младог сина Александра Севера за наследника његовог рођака Елагабала. И Александар је издаван као ванбрачни Каракалин син. У културолошком смислу био је проримски оријентисан и на тај начин представљан као антипод цару који се понашао у оријенталном стилу. Елагабал га је морао адоптирати и уздићи за цезара. Из ривалитета између њих двојице развила се борба за егзистенцију. Меза и Мамеја обезбедиле су себи подршку војника. Елагабала су убили бунтовни војници 11. марта 222, а Александар је без сметње могао да преузме царски положај.
Мезину тактичност сведочи то да је ова дискретна промена власти прошла глатко, упркос овим чињеницима: новом цару било је тек тринаест година, Сиријци су били дискредитовани, а војници су без либљења могли путем свог избора за цара изабрати одраслу особу. Још једном се дубоко укорењена лојалност династији Севера а нарочито наводном Каракалином потомству показала као пресудан фактор.
Александровим доласком на власт на неко време је осигуран опстанак династије. Како је његова бака убрзо потом - вероватно око 224/225 - умрла, сва власт допала је његовој мајци Јулији Мамеји. Одсада је она владала у име свог сина. Чак и када је већ одавно био одрастао, није испуштала власт из руку нити је скривала од јавности своју релевантну улогу. Али, оваква владавина могла је само у мирнодопским периодима да функционише. У ратним, пак, војска није одавала поштовање несамосталном цару, а његова мајка као жена није имала никакав ауторитет на фронту. Чињенице да Александар није имао потомства и да наследство није било регулисано представљале су способним и омиљеним командантима чвелико искушење за побуну или државни удар.
Приликом великог, крвавог похода на Персију 232. у војсци је избило незадовољство. Због овог похода, који није донео очекивани успех, северне границе биле су делимично изложене на милост и немилост, што је довело до навале Германа. Ово је озлоједило војнике који су због похода на Исток добили прекоманду а чији су вољени на Северу били без адекватне заштите. Сумњало се да су Јулија Мемеја и њен син били наклоњени свом завичају. Осим тога, Мамеја је сматрана шкртом. Цар и његова мајка пошли су да обезбеде северну границу на Рајни. Међутим, оклевали су да нападну Германе. Због тоге је 235 дошло до побуне у редовима војске. Побуњени војници извикали су официра Максимина Трачанина за цара, а Јулија Мамеја и Александар су убијени.
Истребљењем царске породице путем побуне завршена је династија Севера. Уследила је епоха „војничких царева“, чији је први представник био Максимин Трачанин. У ово време наставила је бити присутна још у време Севера карактеристична меродавност значаја војске за вођење државе, док је династичка свест, која је под Северима била још јако изражена, ишчезнула.

## Легитимизација власти
Септимије Север своју власт дуговао је војницима који су га уздигли за цара. Само захваљујући војним успесима могао је да је преовлада и обезбеди синовима наслеђе. Пошто, међутим, није хтео важи за узурпатора, оправдавао је власт тврдњом да је адоптивни син врло поштованог цара Марка Аурелија, који је владао од 161. до 180. Марко Аурелије припадао је адоптивним царевима, чија је епоха гледано уназад изгледала као сјано доба. Септимије Север иступао је следствено томе не као оснивач нове династије, него је покушавао да својој власти обезбеди легитимацију измишљеном адоптацијом. Везивању за адоптивне цареве Севери су придавали велики значај. Зато су Каракала и Елагабал носили име Марка Аурелија, Марко Аурелије Антонин. И Александар Север је називао себе Марко Аурелије; одустао је од имена Антонин, пошто је оно било дискредитовано од стране његових генерално омрзнутих претходника.
У самопредстављању династије дâ се уочити интензивна потреба исте за стабилитетом и изразити континуитет у њеном размишљању. Континуирана владавине царске породице није требало само гарантовати слогу и мир у Царству, већ је повећаном сакрализацијом и религиозно узвишена и тиме додатно легитимизована. Владајућа породица називана је domus divina („божански дом“).

## Спољна политика

### Конфликти на источној граници
Конфликт са Парћанима а касније са Персијанцима представљао је у време Севера неодложиви изазов римске спољне политике. Парћани су прво стали на Нигерову страну а затим искористили слабљење Царства којим је између 193-197. беснео грађански рат за покретање офанзиве. Одговор Септимија Севера била је велика противофанзива коју је исти повео 197. после победе над Албином. Пруживши мали отпор, Парћани су узмакли, тако да су Римљани сада могли да заузму Ктесифонт, престоницу Парћанског царства. Неуспео је, међутим, остао Северов покушај да освоји и стратешки битан град Хатру, чији господар је као и парћански краљ потпомагао Нигра. Ипак, све скупа поход је био велики успех. Његова последица била је обезбеђивање северне Месопотамије и стабилизовање прилика на источној граници. Провинција Месопотамија, коју је Север наново успоставио, остала је на дуже време интегрални део Римског царства.
Када је 216. започео освајачки рат против Парћана Каракала је окончао мирно стање на Истоку који је његов отац био успоставио. При томе понашао се изразито у маниру Александра Великог, чиме је показао намеру да уништи Партијско царство. Остало се ипак при нападу малог обима, јер је Каракала убијен већ наредне године за време припрема за велику офанзиву. Његовом војно неискусном наследнику Макрину допао је задатак да одбије парћанску противофанзиву. Претрпео је при томе пораз након чега је морао да купи мир. Ипак, могао је да избегне губитке територија.
У време владавине Александра Севера пало је Парћанско царство на чије место дошло ново персијско царство Сасанидâ које је основао краљ Ардашир I. Након консолидовања своје власти Ардашир је почетком тридесетих година 3. века предузео напад на римско подручје. Одбио је римски мировни предлог који је био протумачио као израз слабости, тако да је Александар био приморан на поход против Персије. Циљ римске офанзиве из 232. био је заузимање парћанске престонице, али је приликом наступања једна од три одвојене колоне римске војске претрпела тако тешке губитке да је цар прекинуо подухват, што је довело до даљих високих губитака приликом повлачења. Пошто је и Персија била знатно ослабљена борбама, обустављене су војне операције. Премда није остварен мир, на источној граници Царства завладало је поново затишје. До краја времена Севера ситуација је остала тамо стабилна.

### Северне границе
Ситуација у Порајну и Подунављу била је мање критична него на Истоку. За време Септимија Севера тамо је владао велики мир. Тек је за време Каракале настала ситуација која је захтевала царево присуство. Године 213. текао је кратак Каракалин поход против Германа у подручју Мајне који је у најмању руку био делимично успешан. Завршио се мировним споразумом који је, додуше, морао да буде откупљен исплаћивањем, али захваљујићи коме су прилике на овој страни били стабилне две деценије. Знатно погоршавање ситуације настало је када је Александар због рата са Персијом морао да повуче замашне снаге са рајнског и дунавског лимеса. Слабљење безбедносног система користило је Германима 233/234 за покретање замашних упада, при чему им је такође успело да поруше ланац утврђења. Цар им је 235 стао на пут, али је са истима постигао споразумно решење којим је предвиђано да се мир искупи. Пре него што је то спроведено у дело, Александар је збачен и убијен.
Водећи рат против Севера, Клодије Албин је оставио северну границу у Британији незаштићену. Тиме је тамошњим племенима пружио прилику да продру дубоко у римску провинцију и начине велику штету. По завршетку грађанског рата Римљани су се поново побринули за безбедност границе. Године 208. сâм Септимије Север упутио се у Британију како би водио руководио великим походом који је првобитно вероватно имао за циљ био ширење римске власти на области северно од Хадријановог зида (данашња Шкотска). Борбе су потрајале све до цареве смрти. Каракала и Гета, који су преузели своје наслеђе, одустали су од територијалне експанзије и закључили мир. У наредно време ситуација је остала мирна.